# سارساز (شهرستان شارانسکی، باشقیرستان)
سارساز (انگلیسی: Sarsaz, Sharansky District, Republic of Bashkortostan) یک شهرک در شهرستان شارانسکی استان باشقیرستان کشور روسیه است.